# NGC 7681
NGC 7681 est une vaste galaxie lenticulaire située dans la constellation de Pégase. NGC 7681 a été découverte par l'astronome germano-britannique William Herschel en 1784.

## Caractéristiques
Sa vitesse par rapport au fond diffus cosmologique est de 6 485 ± 31 km/s, ce qui correspond à une distance de Hubble de 95,7 ± 6,7 Mpc (∼312 millions d'al).
En raison d'une brillance de surface égale à 15,88 mag/am2, on peut qualifier NGC 7381 de galaxie à faible brillance de surface (LSB en anglais pour low surface brightness). Les galaxies LSB sont des galaxies diffuses (D) avec une brillance de surface inférieure de moins d'une magnitude à celle du ciel nocturne ambiant.

## Paire de galaxies
En se basant sur un livre publié en 1976, NED indiqe que NGC 7381 forme une paire de galaxies avec CGCG 454-072. Mais, puisque la distance de Hubble de CGCG 454-072 est égale à 102,82 ± 7,22 Mpc (∼335 millions d'al), il s'agit comme plusieurs paires mentionnées dans cet ouvrage d'une paire purement optique.
Il existe cependant une troisième galaxie à proximité de NGC 7381 comme le montre l'image ci-dessous. Il s'agit de Z 454-73 aussi désignée comme LEDA 71547. La distance de Hubble de cette dernière est égale à 91,89 ± 6,44 Mpc (∼300 millions d'al). Étant donné les incertitudes des distances de ces galaxies, CGCG 454-072 et LEDA 71547 pourraient former une paire réélle.
D'autre part, NED mentionne aussi que NGC 7681 forme une paire avec [FZM2006] 86, une désignation inconnue de toutes les sources consultées.

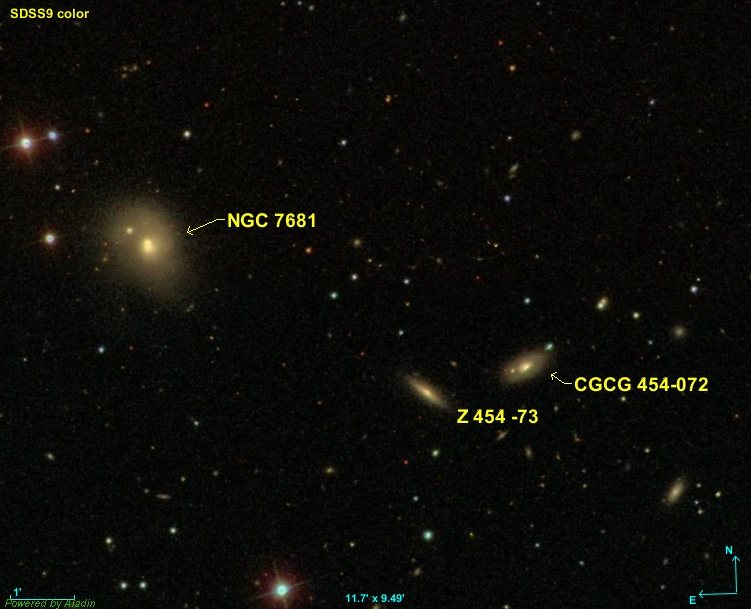
Deux autres galaxies au sud-ouest de NGC 7681.

## Un double noyau
L'image du relevé astronomique SDSS (ci-contre à droite, dans l'encadré) montre la présence de ce qui semble deux bulbes lumineux au centre de NGC 7681, une caractéristique qui n'est mentionnée nulle part. Il pourrait aussi s'agir d'une autre galaxie comme celle que l'on voit au nord-est du disque galactique.